# Grönbröstad bergsjuvel
Grönbröstad bergsjuvel (Lampornis sybillae) är en fågel i familjen kolibrier.

## Utbredning och systematik
Fågeln förekommer i fuktiga bergsskogar i östra Honduras och norra centrala Nicaragua. Den behandlas som monotypisk, det vill säga att den inte delas in i några underarter.

## Status
IUCN kategoriserar arten som livskraftig.